# Szkoła Buddy’ego
Szkoła Buddy’ego (alternatywne tytuły: Ten potwór Buddy / Wśród rekinów) – amerykańska czarna komedia z 1994 roku.

## Główne role
- Kevin Spacey jako Buddy Ackerman
- Frank Whaley jako Guy
- Michelle Forbes jako Dawn Lockard
- Benicio Del Toro jako Rex
- T.E. Russell jako Foster Kane
- Roy Dotrice jako Cyrus Miles
- Matthew Flint jako Manny
- Patrick Fischler jako Moe
- Jerry Levine jako Jack

## Fabuła
Naiwny i niedoświadczony Guy podejmuje pracę w show-biznesie u producenta Buddy’ego Ackermana. Zaczyna od parzenia kawy. Okazuje się, że wyobrażenia o pracy rozmijają się z rzeczywistością, a przemysł rozrywkowy to nie taki łatwy interes, a ostra walka, gdzie można zyskać tylko na nieczystych zagrywkach, wpływach, znajomościach.